# Pierce County (North Dakota)
Pierce County ist ein County im Bundesstaat North Dakota der Vereinigten Staaten. Der Verwaltungssitz (County Seat) ist Rugby.

## Geographie
Das County liegt im mittleren Norden von North Dakota und hat eine Fläche von 2803 Quadratkilometern, wovon 167 Quadratkilometer Wasserfläche sind. Es grenzt im Uhrzeigersinn an folgende Countys: Rolette County, Towner County, Benson County, Wells County, Sheridan County, McHenry County und Bottineau County.

## Geschichte
Pierce County wurde am 11. März 1887 gebildet und am 6. April 1889 abschließend organisiert. Benannt wurde es nach Gilbert Ashville Pierce, einem Gouverneur des Dakota-Territoriums und späteren US-Senator von North Dakota sowie Botschafter in Portugal.
Sieben Bauwerke und Stätten des Countys sind insgesamt im National Register of Historic Places eingetragen (Stand 29. März 2018).

## Demografische Daten

Alterspyramide des Pierce County

Nach der Volkszählung im Jahr 2000 lebten im Pierce County 4.675 Menschen in 1.964 Haushalten und 1.276 Familien. Die Bevölkerungsdichte betrug 2 Einwohner pro Quadratkilometer. Ethnisch betrachtet setzte sich die Bevölkerung zusammen aus 98,50 Prozent Weißen, 0,11 Prozent Afroamerikanern, 0,68 Prozent amerikanischen Ureinwohnern, 0,26 Prozent Asiaten und 0,04 Prozent aus anderen ethnischen Gruppen; 0,41 Prozent stammten von zwei oder mehr Ethnien ab. 0,60 Prozent der Bevölkerung waren spanischer oder lateinamerikanischer Abstammung.
Von den 1.964 Haushalten hatten 28,2 Prozent Kinder und Jugendliche unter 18 Jahre, die bei ihnen lebten. 56,4 Prozent waren verheiratete, zusammenlebende Paare, 6,3 Prozent waren allein erziehende Mütter, 35,0 Prozent waren keine Familien, 32,0 Prozent waren Singlehaushalte und in 17,1 Prozent lebten Menschen im Alter von 65 Jahren oder darüber. Die Durchschnittshaushaltsgröße betrug 2,31 und die durchschnittliche Familiengröße lag bei 2,94 Personen.
Auf das gesamte County bezogen setzte sich die Bevölkerung zusammen aus 23,9 Prozent Einwohnern unter 18 Jahren, 5,5 Prozent zwischen 18 und 24 Jahren, 23,9 Prozent zwischen 25 und 44 Jahren, 22,7 Prozent zwischen 45 und 64 Jahren und 24,1 Prozent waren 65 Jahre alt oder darüber. Das Durchschnittsalter betrug 43 Jahre. Auf 100 weibliche Personen kamen 96,6 männliche Personen. Auf 100 Frauen im Alter von 18 Jahren oder darüber kamen statistisch 92,5 Männer.
Das jährliche Durchschnittseinkommen eines Haushalts betrug 26.524 USD, das Durchschnittseinkommen der Familien betrug 34.412 USD. Männer hatten ein Durchschnittseinkommen von 25.037 USD, Frauen 16.946 USD. Das Prokopfeinkommen betrug 14.055 USD. 9,3 Prozent der Familien und 12,5 Prozent Familien lebten unterhalb der Armutsgrenze. Davon waren 12,4 Prozent Kinder oder Jugendliche unter 18 Jahre und 17,0 Prozent waren Menschen über 65 Jahre.